# SimCity 3000
SimCity 3000 is het derde deel in de SimCity-reeks. Net als de vorige delen is het een stedenbouwsimulatiespel waarbij de speler een stad ontwerpt, bouwt en bestuurt. Het spel is ontwikkeld door Maxis en op 31 januari 1999 uitgegeven door EA Games.

## Doel van het spel
Net als bij de vorige spellen in de serie heeft dit spel geen vastgesteld doel. De speler krijgt de beschikking over een stuk land en geld en kan hiermee een stad bouwen. Afhankelijk van welk jaar de speler kiest om het spel te beginnen zijn er meer of minder uitvindingen beschikbaar. Als de speler bijvoorbeeld het spel in het jaar 1900 begint zal het nog niet mogelijk zijn om kerncentrales en vliegvelden te bouwen.

## Spelverloop
Aan het begin van een nieuw spel kan de speler bepalen hoe groot het stuk land moet zijn waarop de stad moet komen en kan worden bepaald hoe dit land is ingericht. Hierbij kan er bepaald worden of het aan de zee ligt, er een rivier door loopt of juist een berg en wat de bebossing is van het gebied.
De speler kan vervolgens zelf bepalen hoe de stad ingericht wordt door verschillende gebieden aan te wijzen als woonwijk, handelsgebied of industriegebied. Hierbij kan de speler zelf bepalen hoe dicht de bebouwing moet worden, maar niet welke gebouwen er in het gebied gebouwd worden. Afhankelijk van hoe de speler de stad bestuurt zal de leefbaarheid van de stad vooruitgaan met hoge grondprijzen, goede educatie, lage criminaliteit en weinig vervuiling, of juist achteruitgaan met leegstand, veel criminaliteit, vervuiling en files.
Het is ook de taak van de speler om te zorgen voor de nutsvoorzieningen en de infrastructuur in de stad. In de loop der jaren zullen er nieuwe uitvindingen worden gedaan zodat de speler oude vervuilende voorzieningen zoals kolencentrales kan vervangen door kernfusiecentrales. Dit zal ervoor zorgen dat de vervuiling minder wordt en de grondprijzen stijgen.
Naarmate de stad groeit moet de speler erop blijven letten dat er genoeg politie en brandweerdekking blijft en dat er genoeg ziekenhuizen en scholen in de stad zijn. Als dit niet gebeurt zullen de inwoners gaan klagen.

## Veranderingen ten opzichte van SimCity 2000
Er zijn verschillende dingen veranderd ten opzichte van SimCity 2000. Het meest opvallend is dat het grafisch een stuk beter is; er kan verder worden ingezoomd en er rijden verschillende soorten auto’s door de straten. Een andere verbetering is dat de adviseurs uitgebreide adviezen geven voor het besturen van de stad en dat er direct wel of niet akkoord gegaan kan worden met het advies van een adviseur om bijvoorbeeld een budget te verhogen.
In tegenstelling tot bij SimCity 2000 speelt afval in dit spel wel een rol. Het afval van de inwoners moet nu naar afvalstortplaatsen gebracht worden, die voor de nodige vervuiling en lagere grondprijzen zorgen. Verder zijn er verschillende afvalverwerkingcentrales beschikbaar.
In dit spel zijn er nieuwe bonussen beschikbaar, dit zijn afspraken met zakenlieden die een bedrag betalen als hun gebouw, bijvoorbeeld een casino, in de stad geplaatst wordt. Hiermee kan er veel geld worden verdiend maar meestal hebben ze een negatieve invloed op de stad, doordat de vervuiling of criminaliteit omhoog gaat. Ook is het mogelijk om monumenten uit de echte wereld in een stad te plaatsen, deze hebben echter geen invloed op de stad.
SimCity 3000 is ook moeilijker gemaakt dan de voorgangers. De speler moet vooral aan het begin van een spel voorzichtig met het beschikbare geld omgaan omdat deze anders sneller de kans loopt om failliet te gaan.

## Platforms en vervolgspellen
SimCity 3000 is oorspronkelijk in 1999 uitgebracht als een spel voor Windows, maar is in 2000 ook uitgekomen voor Linux en Mac OS.
In 2000 is het spel tevens opnieuw uitgegeven als SimCity 3000: Unlimited. In deze versie zitten als extra gebouwen met Aziatische en Europese bouwstijlen en zijn een aantal echte steden meegeleverd. Er zijn ook enkele nieuwe rampen en monumenten aan deze versie toegevoegd.